# Liste antiker Brückenbauten

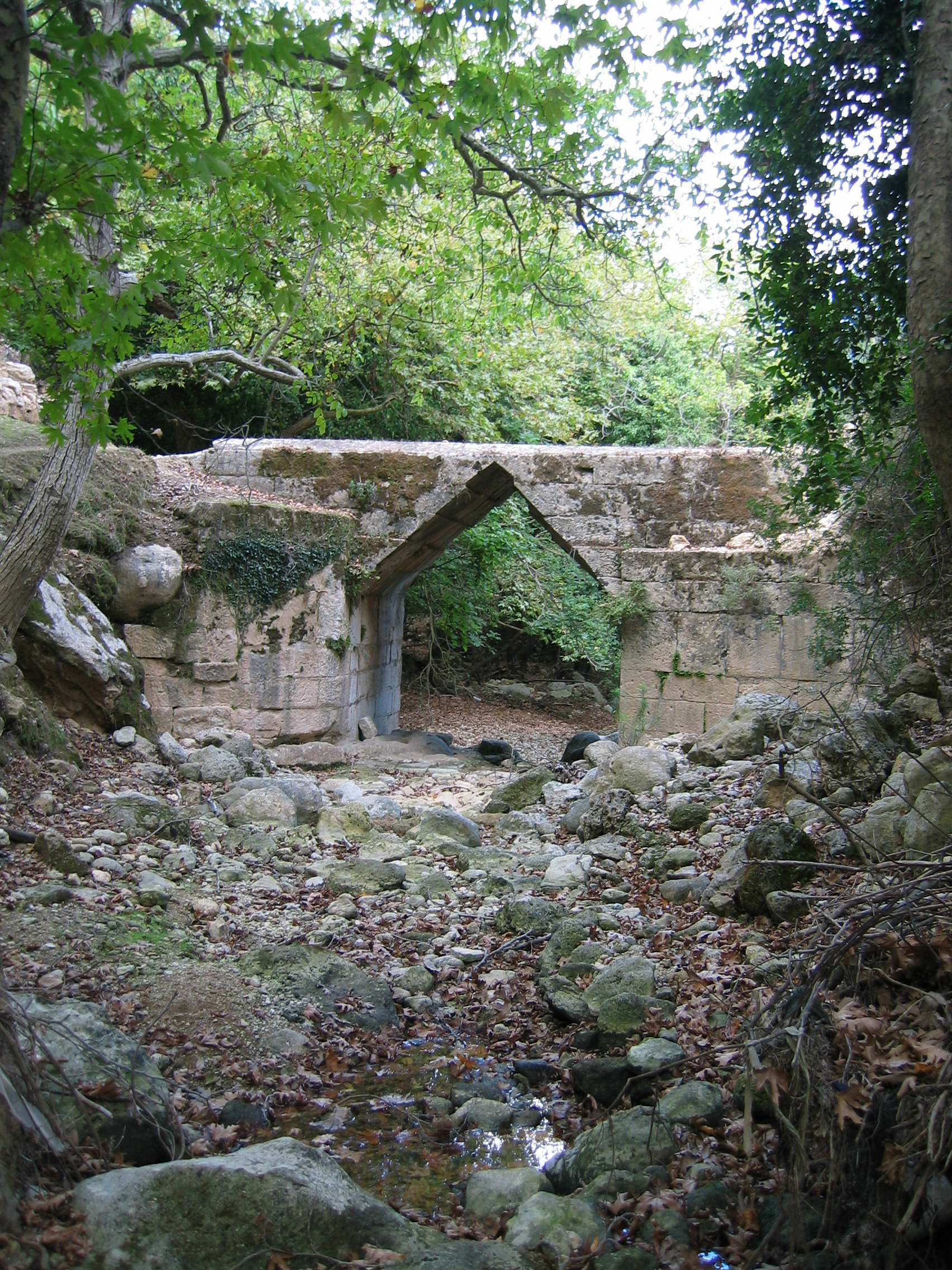
Die altgriechische Brücke von Eleutherna auf Kreta

Zu einer Auflistung von Brücken aus der Römerzeit → Liste römischer Brücken
Brückenbauten, die noch vollständig oder in nennenswerten Resten erhalten sind:

## Bulgarien
- Trigrad, Römerbrücke (bulgar. Tриград - римски мост)[1] (Lage).

## Deutschland
- Römerbrücke von TrierSt[2], Straßenbrücke über die Mosel (ursprünglich nur die Pfeiler steinern)

Siehe auch: Es gibt in der deutschsprachigen Wikipedia folgende Informationen über nicht mehr existierende römische (Pfahl-)Brückenkonstruktionen in Deutschland:
- - Caesars Rheinbrücke
  - Römische Brücken in Koblenz
  - Römerbrücke Mainz
  - Römische Neckarbrücke in Heidelberg (Reste im Heimatmuseum der Stadt)
  - Römische Neckarbrücke in Wimpfen
  - Römische Nahebrücke unweit Bingen (siehe im Text bei Drususbrücke)

## Frankreich
- Brücke von AmbrussumSt (Pont Ambroix), römische Straßenbrücke im Verlauf der Via Domitia über den Fluss Vidourle zwischen Gallargues-le-Montueux und Villetelle im Département Gard in der südfranzösischen Region Okzitanien (Ruine, ein eindrucksvoller Bogen mitten im Fluss ist erhalten)
- Brücke von BarbasteSt im Département Lot-et-Garonne in der Region Nouvelle-Aquitaine, römische Straßenbrücke über den Fluss Gélise
- Brücke in Saint-Étienne-de-Baïgorry im französischen Baskenland, Steinbrücke für Fußgänger und Reiter über den Fluss Nive
- Brücke von Vaison-la-RomaineSt, römische Stadtbrücke über den Fluss Ouvèze
- Julianische BrückeSt (Pont Julien), römische Straßenbrücke an einer antiken Kreuzung an der Via Domitia ca. fünf Kilometer nördlich von Bonnieux (Département Vaucluse)

Hinweis: Die neunbogige römische Straßenbrücke im Département Var über den Fluss Verdon ist seit 1973 von dem Stausee Lac de Sainte-Croix überflutet.

## Golanhöhen
- Röhrenbrücke, römische Straßenbrücke über den Fluss Hazbani (Jordanquellfluss) an der alten Straße zwischen Tyrus und Damaskus 3 km südlich der Ortschaft Ghadschar
- Steinbrücke aus römischer Zeit am Zusammenfluss des Baches Govta und des Banyas (Jordanquellfluss) auf dem Gebiet des antiken Caesarea Philippi (unmittelbar neben einer modernen Brücke, die zur Straße nach Kirjat Schmona gehört)

## Griechenland
- Brücke von ArtaSt, sagenumwobene, aus der Antike stammende (allerdings in osmanischer Zeit erneuerte) Steinbrücke über dem Arachthos in Epirus an der Straße zwischen Preveza und Ioannina
- Brücke von PlakaSt, Steinbrücke von Plaka, Region Tzoumerka, Epirus, Griechenland. Gebaut im Jahr 1866. Grenze zwischen Griechenland und dem Osmanischen Reich von 1880 bis 1912 (eingestürzt Februar 2015).[3]
- Brücke von Eleutherna, hellenistische Kragbogenbrücke auf Kreta
- Brücken von ArkadikóSt (Peloponnes), drei mykenische Straßenbrücken aus der Bronzezeit, am ehesten dem 13. Jh. v. Chr. (Schätzungen variieren zwischen 11. und 14. Jh. v. Chr.), wichtigste davon die Kazarma-Brücke (Länge 22 m, Breite 5,6 m, Höhe 4 m). Es handelt sich hierbei um die älteste noch erhaltene Brücke Europas und mit großer Wahrscheinlichkeit der Welt[4]
- Antike Steinbrücke am südlichen Ausgang der Samaria-Schlucht bei der antiken Stadt Tarrha auf Kreta
- Antike Brücke auf der griechischen Insel Andros unmittelbar an der Felsküste (Ruine, Bogen erhalten)
- Brücke bei Karitena, fünfbogige fränkische Brücke über den Fluss Alfios, ursprünglich aus dem 13. Jh., in der heutigen Form seit 1441, teils original erhalten (zwei Bögen zerstört und durch Holzbrücke ersetzt), mit 50 m Länge und 12 m Höhe.[5] Sagenumworben, wie auch die Brücke von Arta, mit einem ähnlichen Mythos um den Bau

## Großbritannien
- Tarr StepsSt, Brücke über den Fluss Barle bei Winsford in der englischen Grafschaft Somerset, am ehesten mittelalterliche Konstruktion.

Hinweis: 2003 sind in Northumberland aus dem Bett der Tyne die Überreste einer seit langem eingestürzten, ursprünglich ca. 10 Meter hohen römischen Brücke geborgen worden, gebaut vermutlich im Zuge der Wiederbesetzung des Hadrianswalls (um 164 n. Chr.).

## Italien

### Straßenbrücken über den Tiber in Rom
Siehe auch: Liste der Tiberbrücken in Rom
- Engelsbrücke, (Pons Aelius)
- Pons Aemilius
- Pons Fabricius
- Pons Cestius
- Milvische Brücke (Pons Milvius)

### Weitere Brücken in Rom
- Ponte di Nona, alte römische Straßenbrücke an der neunten Meile der Via Praenestina im Osten der Stadt
- Ponte Mammolo, antike Straßenbrücke an der Via Tiburtina über den Tiberzufluss Aniene im Norden der Stadt (Ruine, zwei Bögen erhalten)
- Ponte Nomentano, Straßenbrücke antiken Ursprungs über den Tiberzufluss Aniene mit darüber errichteter Befestigungsanlage aus dem 8. Jh., mehrfach zerstört und wieder aufgebaut

### Brücken außerhalb Roms
- Brücke von Pondel (Pont'El), römische Aquäduktbrücke über den Fluss Grand Eyvia im Aostatal
- Brücke von Saint-Vincent im Aostatal, Reste der durch Erdbeben 1839 zerstörten römischen Straßenbrücke über den Wildbach Cillian
- Ponte d'Annibale („Hannibalbrücke“), verfallene römische Straßenbrücke in Rapallo
- Ponte di Augusto („Augustusbrücke“), verfallene römische Straßenbrücke über den Fluss Nera bei Narni (ein Bogen ist erhalten)
- Ponte dell’Abbadia („Abteibrücke“), römische Brücke über den Fluss Fiora (mit etruskischen Fundamenten)
- Ponte del Diavolo („Teufelsbrücke“) in Blera bei Viterbo, antike römische Straßenbrücke über den Fluss Biedano
- Ponte della Rocca („Felsenbrücke“) in Blera bei Viterbo, sehr alte römische Straßenbrücke über den Fluss Biedano
- Ponte di Cecco in Ascoli Piceno, alte römische Straßenbrücke aus republikanischer Zeit, nach Zerstörung im Zweiten Weltkrieg wieder aufgebaut.
- Ponte di Pietra („Steinerne Brücke“, lat. Pons marmoreus) in Verona über die Etsch, alte römische Straßenbrücke, im Mittelalter erweitert, nach Zerstörung im Zweiten Weltkrieg großteils wieder aufgebaut.
- Ponte di Quintodecimo in der Nähe von Acquasanta Terme, ehemals Teil der Via Salaria
- Ponte Romano (Acquasanta Terme), römische Brücke mit Straßenaufbau aus dem 20. Jahrhundert, ehemals Teil der Via Salaria

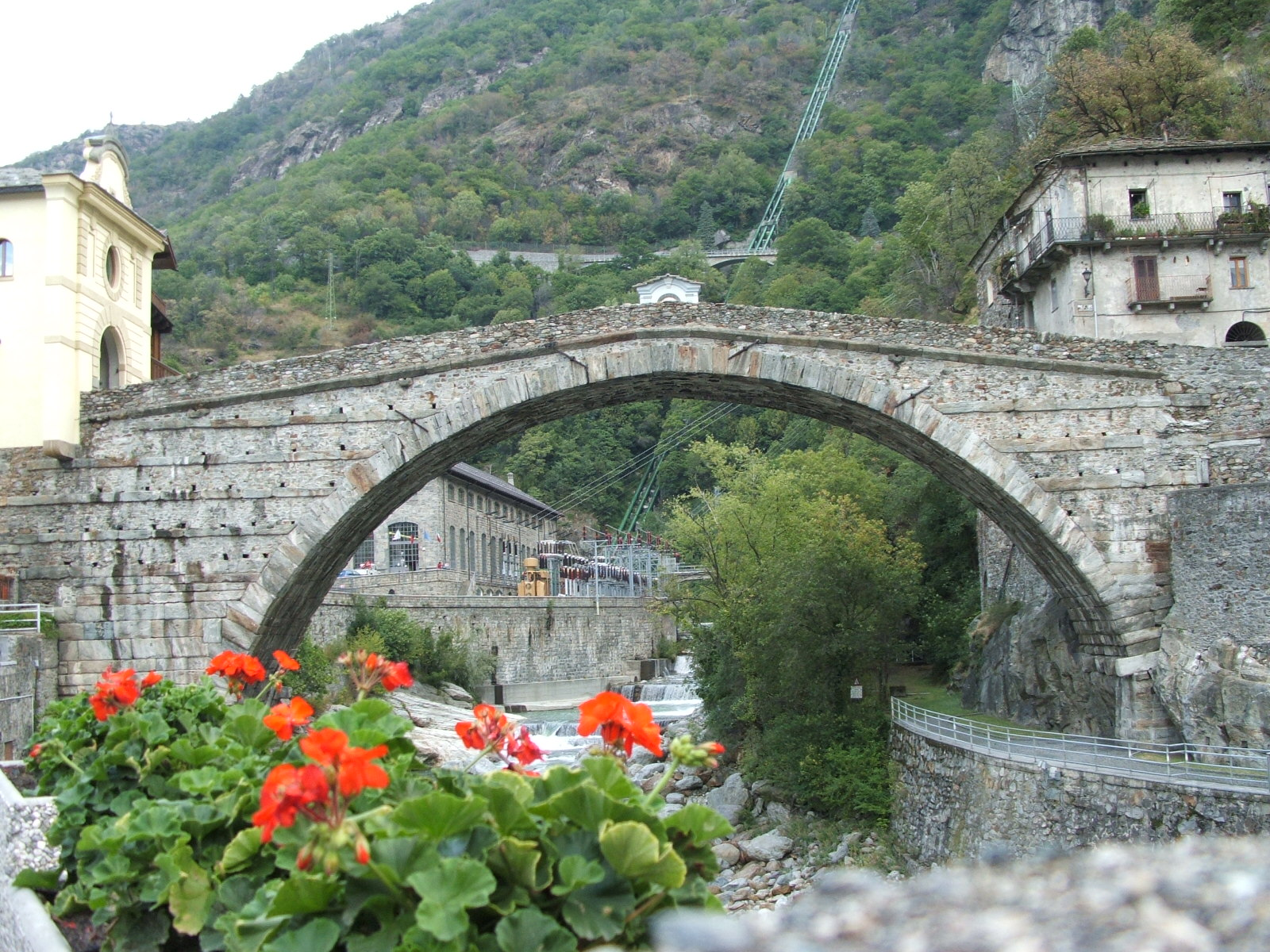
Pont-Saint-Martin

- Ponte di San Giovanni („Sankt-Johannes-Brücke“) bei Fossato di Vico (Provinz Perugia) in Umbrien, Straßenbrücke an der antiken Via Flaminia
- Ponte di San Rocco („Sankt-Rochus-Brücke“) in Vimercate in der Lombardei über den Fluss Molgora
- Ponte Romano di Solestà in Ascoli Piceno, römische Straßenbrücke über den Fluss Tronto
- Ponte Mallio bei Cagli (in römischer Zeit Cale) in Umbrien, renovierte römische Straßenbrücke im Verlauf der Via Flaminia
- Ponte Romano sull'Ofanto (Römische Brücke über den Ofanto) im Verlauf der Via Appia Traiana bei Canosa in Apulien
- Ponte Vecchio („Alte Brücke“) in Ivrea (Piemont), Steinbrücke über den Fluss Dora Baltea
- Pont-Saint-Martin, römische Straßenbrücke im gleichnamigen Ort im Aostatal über den Bergbach Lys
- Ponte di Tiberio in Rimini, römische Straßenbrücke über den Fluss Marecchia

### Brücken auf Sardinien

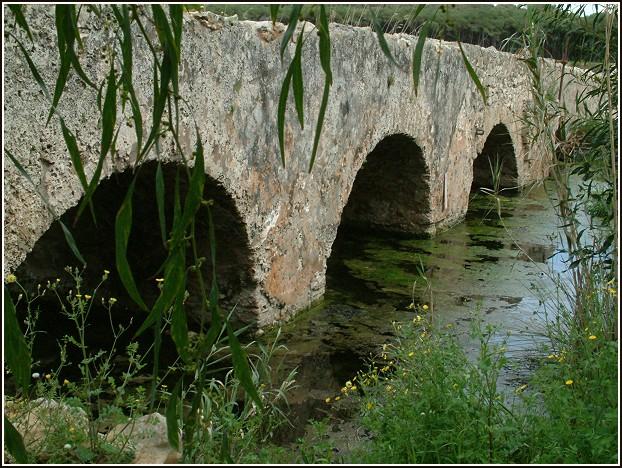
Ponte di Fertilia oder Ponte Calik

- Ponte Ezzu (auch Ezzo) über den Tirso bei Illorai
- Fertilia über den Calich
- Ponte Romano in Porto Torres

## Jordanien
- Römische Brücke über das enge Tal des Jabbok-Flusses in Gerasa

## Österreich
- Die Römerbrücke bei Lanzing (Niederösterreich) aus dem 3. oder 4. Jh.[6]
- Römerbrücke in Adriach, Frohnleiten (Steiermark)
- Römerbrücke bei St. Dionysen in Bruck an der Mur (Steiermark)

Hinweis: Die als Ort der (legendären) Hinrichtung des heiligen Florian angenommene römische Brücke über die Enns konnte bislang archäologisch nicht nachgewiesen werden.

## Portugal
Portugal hat mehr intakte römische Brückenbauten aufzuweisen als jedes andere Land Europas; einige der bedeutendsten sind:

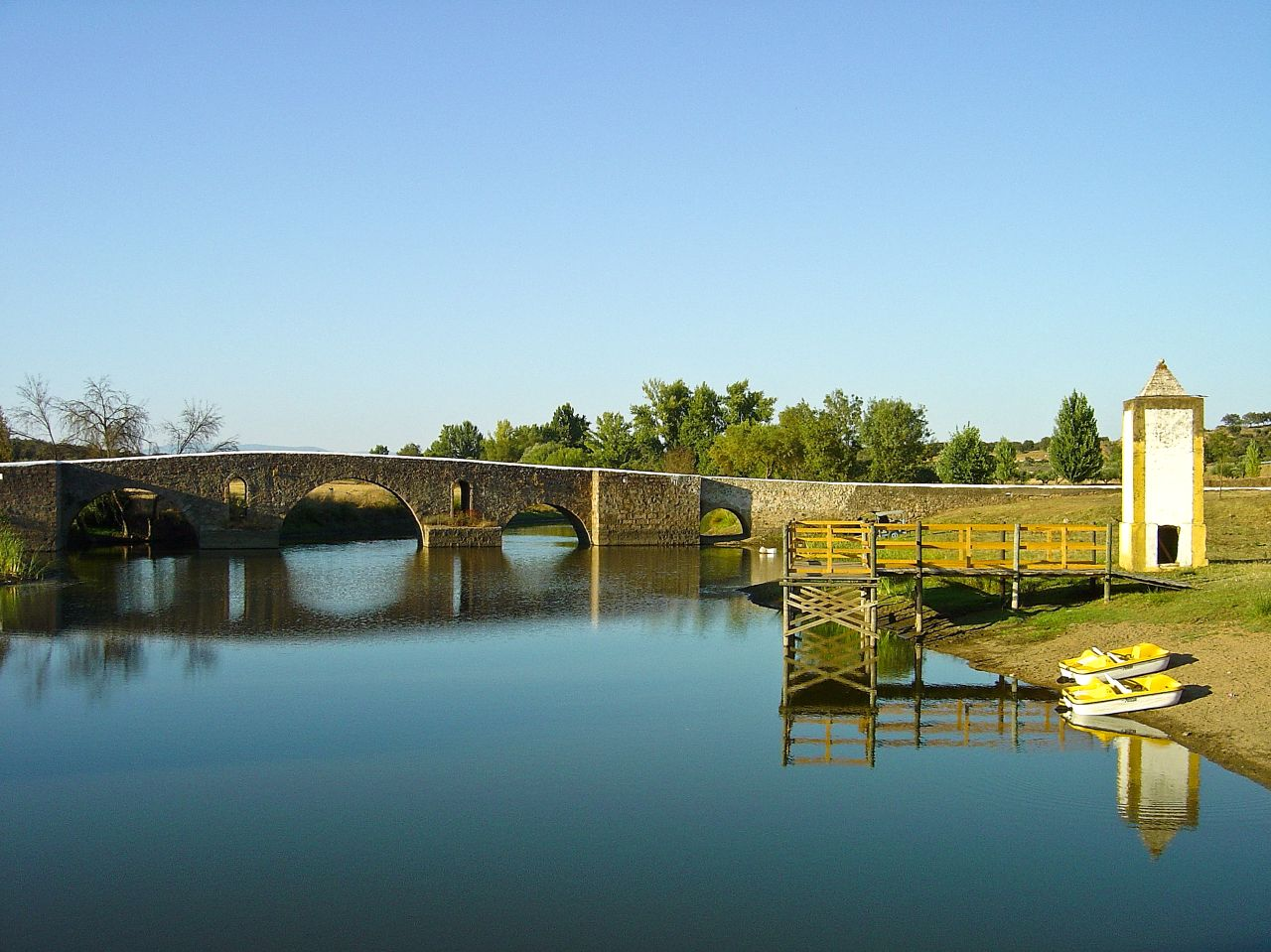
Brücke von Monforte

- Brücke von CavêsAn[7] bei Cabeceiras de Basto, Straßenbrücke über den Fluss Ribeira de Cavez
- Brücke von CratoAn, Straßenbrücke über den Fluss Caia
- Brücke von MonforteAn, Straßenbrücke über den Fluss Ribeira Grande
- Brücke bei MurçaAn, Straßenbrücke über den Fluss Tinhela
- Ponte do Seda bei Vila FormosaSt (Alter do Chão), Straßenbrücke über den Fluss Seda
- Ponte de LimaSt in dem gleichnamigen Ort, Straßenbrücke über den Fluss Lima
- Ponte de Pedra do Isna; röm. Brücke über den Ribeiro de Isna
- Ponte do ArcoAn in Folhada (Marco de Canaveses), Straßenbrücke über den Fluss Ovelha
- Ponte Romana da LadeiraAn in Mação, Straßenbrücke über den Fluss Ribeira da Pracana
- Ponte Romana - TrajansbrückeSt in Chaves, Straßenbrücke über den Fluss Tâmega

Hinweis: Die bekannte „Römische Brücke“ von Tavira (Algarve) über den Fluss Gilão ist neueren archäologischen Erkenntnissen zufolge eine maurische Brücke aus dem 12. Jahrhundert.

## Slowenien
- Römische Straßenbrücke bei Črni Potok in den Steiner Alpen

## Spanien
Hinweis: Hier nicht aufgeführt sind eine Reihe in Spanien recht bekannter Brücken, deren römischer Ursprung sich zwar in ihrem Namen (meist Puente Romano) widerspiegelt, die jedoch im Mittelalter oder in der Neuzeit baulich stark verändert oder ersetzt worden sind (etwa die Brücke von Córdoba, Cangas de Onís, Lugo, Ourense u. a.).
- Brücke von AlcántaraSt (Extremadura), römische Straßenbrücke über den Fluss Tajo (höchste und bedeutendste erhaltene römische Brücke der Welt)
- Brücke von Alconétar, ebenfalls über den Tajo, zu Beginn des 2. Jahrhunderts vermutlich von Apollodoris von Damaskus erbaut, ist eine der ältesten steinernen Segmentbogenbrücke der Welt.
- Brücke von La Bisbal d’EmpordàSt in Katalonien, römische Straßenbrücke über den Fluss Ampurdan
- Brücke von MéridaSt über den Fluss Albarregas, Straßenbrücke in der Nähe des Aquäduktes der Stadt
- Brücke von MéridaSt über den Fluss Guadiana, im 17. Jh. teilrenoviert, längste erhaltene römische Straßenbrücke der Welt
- Brücke von SalamancaSt, römische Straßenbrücke über den Fluss Tormes
- La Puente, römische Straßenbrücke über den Fluss Andarax in dem Dorf Alhama de Almería
- Puente de la Molina, römische Straßenbrücke über den Fluss Turón bei Ardales in der Provinz Málaga
- Römische Brücke über die Schlucht Trocha Real am Candeleda-Pass in der Provinz Ávila
- Römische Brücke (Pont Romà) über den Wildbach Torrent de Sant Jordi bei Pollença im Norden Mallorcas

## Syrien
- Brücke von Kharaba, in der Nähe der antiken Stadt Bostra gelegene Basaltsteinbrücke
- Brücke von Djemerrin, in der Nähe der antiken Stadt Bostra gelegene Basaltsteinbrücke

## Türkei
- Römische Brücke von Mopsuestia über den Ceyhan (Fluss)
- Römische Taşköprü St in Adana, Straßenbrücke über den Fluss Seyhan
- Eurymedonbrücke (Aspendos) von Belkis
- Brücke bei Kemer über den Fluss Xanthos (Koca Çayı) in Lykien (Südwesttürkei)
- Brücke bei Limyra, eine der ältesten Segmentbogenbrücke der Welt über den Fluss Alakır Çayı, ca. 3 km östlich von Limyra in Lykien (Südwesttürkei)
- Römische Brücke von Seleukia über den Fluss Göksu (in antiker Zeit Kalykadnos) in Silifke (antik Seleukia)
- Römische Chabinas-Brücke über den Fluss Cendere (Chabinas, Nymphenfluss) bei Kâhta am Berg Nemrut Dağı

## Externe Verzeichnisse
1. ↑  In der Ortslage, Trigrad liegt in den Rhodopen - 70 km südlich Plovdiv aber abseits der Via Egnatia.
2. ↑  St = Structurae (Daten- und Bildsammlung zu Ingenieurbauwerken aus aller Welt)
3. ↑  Historic stone Bridge of Plaka collapses due to floods
4. ↑  «The World's Oldest Bridges - Mycenaean Bridges», Artikel von Slawomir Karas und Tuan Nien-Tsu (englisch, im «American Journal of Civil Engineering and Architecture», Heft 5, Band 6, Seiten 237–244, DOI:10.12691/ajcea-5-6-3, Dezember 2017)
5. ↑  Präsentation der Karitena-Brücke, Webpräsenz der griechischen Dokumentarfilmserie „Μηχανή του Χρόνου“ (Zeitmaschine). Film zum Thema dort eingebettet.
6. ↑  http://www.dunkelsteinerwald.at/portal/geschichteregion.htm
7. ↑  An = Antikefan (Daten- und Bildsammlung zu antiken Bauwerken im Mittelmeerraum)